# Gymnangium furcatum
Gymnangium furcatum is een hydroïdpoliep uit de familie Aglaopheniidae. De poliep komt uit het geslacht Gymnangium. Gymnangium furcatum werd in 1884 voor het eerst wetenschappelijk beschreven door Bale. 